# 30698 Hippokoon
30698 Hippokoon è un asteroide troiano di Giove del campo troiano. Scoperto nel 1977, presenta un'orbita caratterizzata da un semiasse maggiore pari a 5,1840049 UA e da un'eccentricità di 0,0634149, inclinata di 7,87304° rispetto all'eclittica.
L'asteroide è dedicato a Ippocoonte, cugino di Reso, signore di Tracia e alleato di Troia.